# 467 (tal)
467 är det naturliga talet som följer 466 och som följs av 468.

## Inom vetenskapen
- 467 Laura, en asteroid.

## Inom matematiken
- 467 är ett udda tal.
- 467 är ett primtal.[1]